# Половизьма
Половизьма (Мостовлянка, Ржавица) — река в Тверской области России.
Протекает по территории Пеновского района через озёра Корено, Долгое, Среднее, Слаутинское и Половское. Впадает в реку Кудь в 17 км от её устья по левому берегу. Длина реки составляет 17 км, площадь водосборного бассейна — 127 км².
Вдоль течения реки расположены населённые пункты Рунского сельского поселения — посёлок Крутик, деревни Корено-Бубново, Корено-Княжево, Новосёлок, Слаутино, Петрово, Загородечье и Мосты, а также деревня Полово Чайкинского сельского поселения.

## Данные водного реестра
По данным государственного водного реестра России относится к Верхневолжскому бассейновому округу, водохозяйственный участок реки — Волга от истока до Верхневолжского бейшлота, речной подбассейн реки — бассейны притоков (Верхней) Волги до Рыбинского водохранилища. Речной бассейн реки — (Верхняя) Волга до Куйбышевского водохранилища (без бассейна Оки).
Код объекта в государственном водном реестре — 08010100112110000000062.